# Aleksander Mohuczy
Aleksander Mohuczy (ur. 31 sierpnia?/12 września 1896 w Wytiegrze, zm. 17 maja 1962 w Gniewie) – komandor porucznik. 

## Życiorys
Urodził się 12 września 1896 w Wytiegrze. W 1929 wykładowca w polskiej szkole okrętów podwodnych w Tulonie, pierwszy dowódca ORP Wilk, członek komisji nadzoru budowy ORP Ryś. W okresie od 6 lipca 1936 do 2 października 1939 dowodził Dywizjonem Okrętów Podwodnych Marynarki Wojennej. Autor kontrowersyjnego planu użycia okrętów podwodnych w wojnie obronnej Polski w 1939 roku i dowodzący działaniami polskich jednostek tej klasy. Po kapitulacji, od 2 października 1939 do końca wojny, pozostawał jeńcem niemieckich obozów jenieckich. Po wyzwoleniu z niewoli, organizował polską administrację w Zgorzelcu. Od 15 grudnia 1945 do 28 lutego 1947 był dowódcą Dywizjonu Okrętów Podwodnych pod kontrolą radziecką. Z końcem sierpnia 1949 przeniesiony w stan spoczynku. Zmarł 17 maja 1962 w Gniewie i pochowany został na cmentarzu Witomińskim w Gdyni (kwatera 71-25-16).

## Ordery i odznaczenia
- Złoty Krzyż Zasługi (19 marca 1936)[5]
- Krzyż Kawalerski 1. kl. Orderu Miecza (Szwecja, 1932)[6]

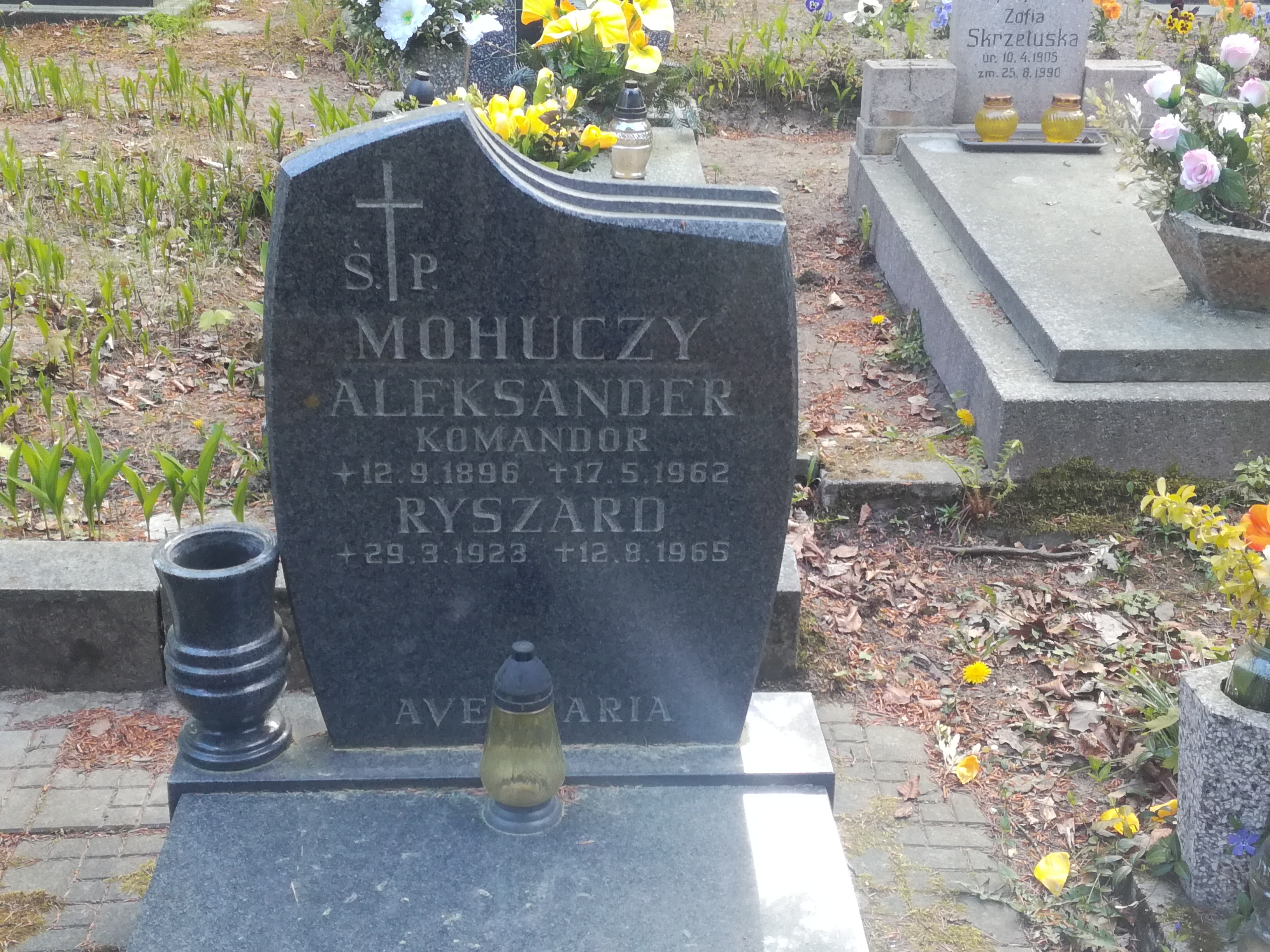
Grób komandora Aleksandra Mohuczego na cmentarzu Witomińskim